# Otfrid av Weissenburg
Otfrid av Weissenburg var en fornhögtysk författare.
Otfrid var munk i Wissembourgs kloster och lärjunge till Hrabanus Maurus i Fulda. Han skrev mellan 863 och 868 en med teologiska utläggningar försedd kristusdikt, en evangelieharmoni på vers, som skulle erbjuda en ersättning till den hedniska hjältediktningen. Dikten är särskilt av formellt intresse, Otfrid använde nämligen för första gången på tyskt språk slutrim, säkerligen ett lån från latinsk hymndiktning.